# Vejen Kunstmuseum
Le Vejen Kunstmuseum (Musée d'art de Vejen) est un musée d'art danois situé à Vejen, dans le sud du Jutland, et qui s'est spécialisé dans le symbolisme et l'art nouveau.

## Histoire
Il fut créé en 1924 pour accueillir les œuvres de Niels Hansen Jacobsen, sculpteur et céramiste né à Vejen. Depuis, il présente aussi les travaux de Ejnar Nielsen, Jens Lund (en), Thorvald Bindesbøll ou Harald Slott-Møller.
Le bâtiment en lui-même fut dessiné par un architecte local, Niels Ebbesen Grue, avant de bénéficier d'extensions en 1938, 1959 et 1975.
Une copie de la sculpture la plus controversée (Troll qui flaire la chair de chrétiens) de Niels Hansen Jacobsen est érigée devant le musée.
En 2002, il y eut une exposition sur Jean-René Gauguin.

## Œuvres du musée

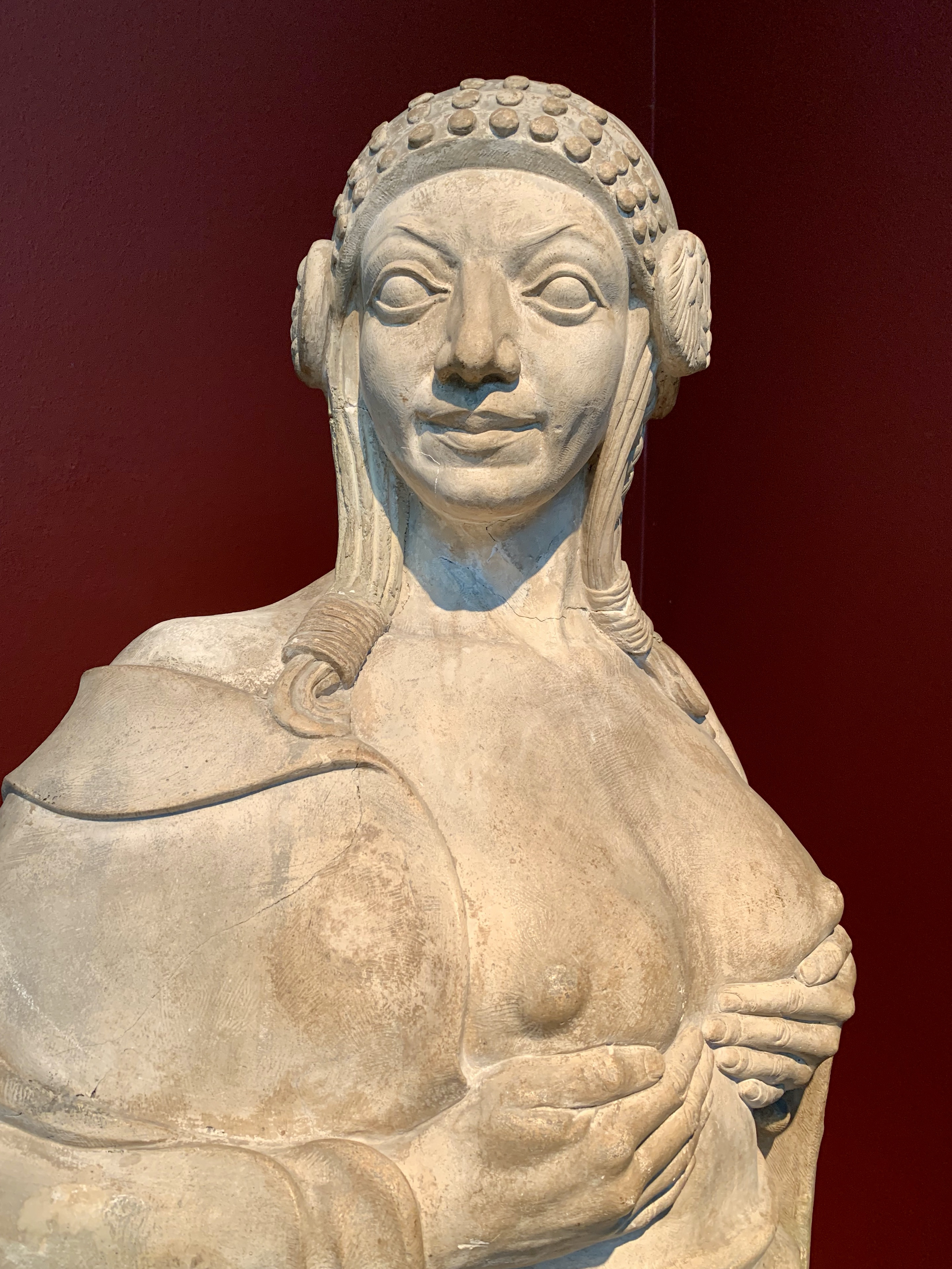
Siegfried Wagner (billedhugger) (da), Støtten fra Sodoma
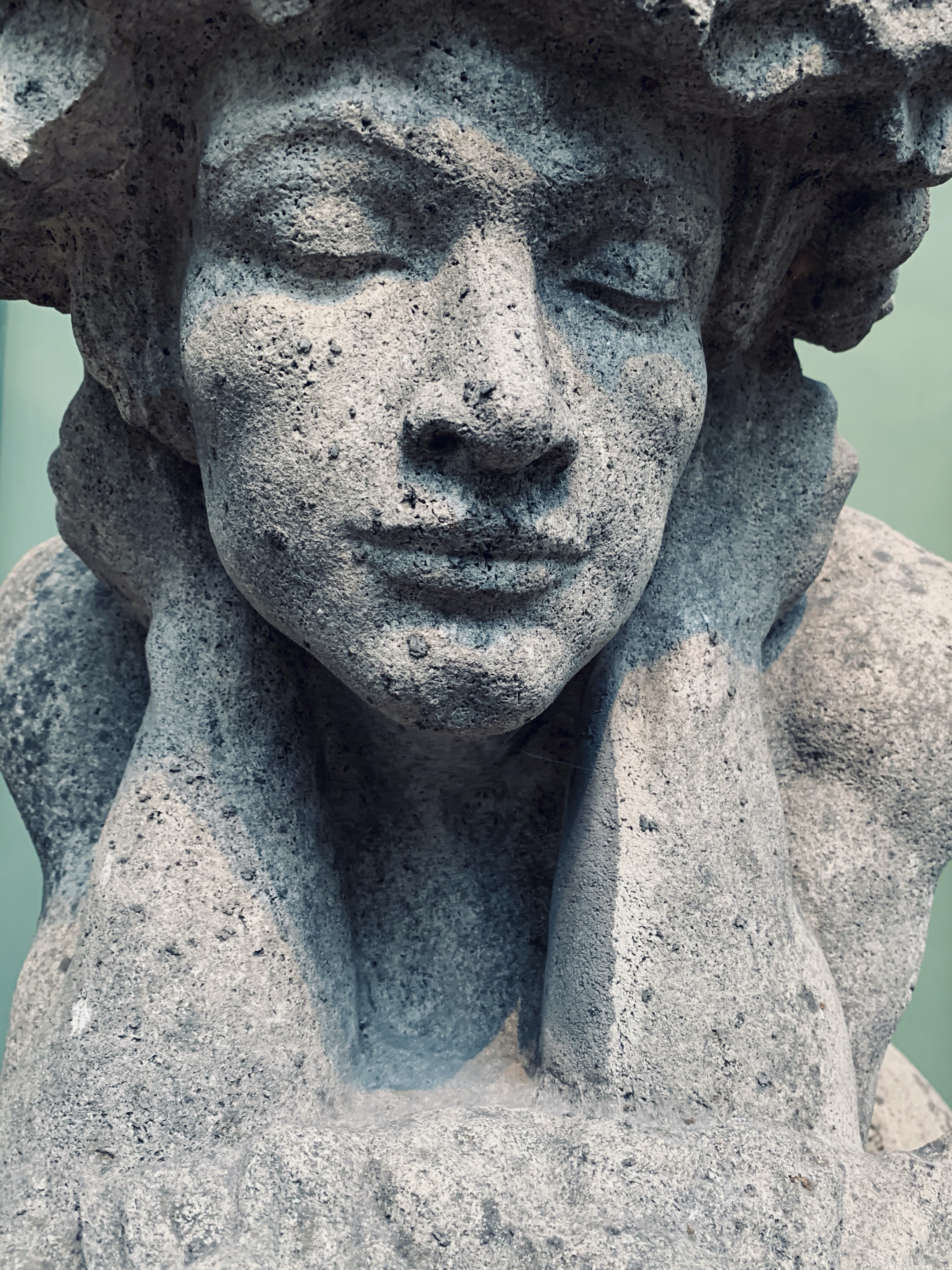
Siegfried Wagner (billedhugger) (da)
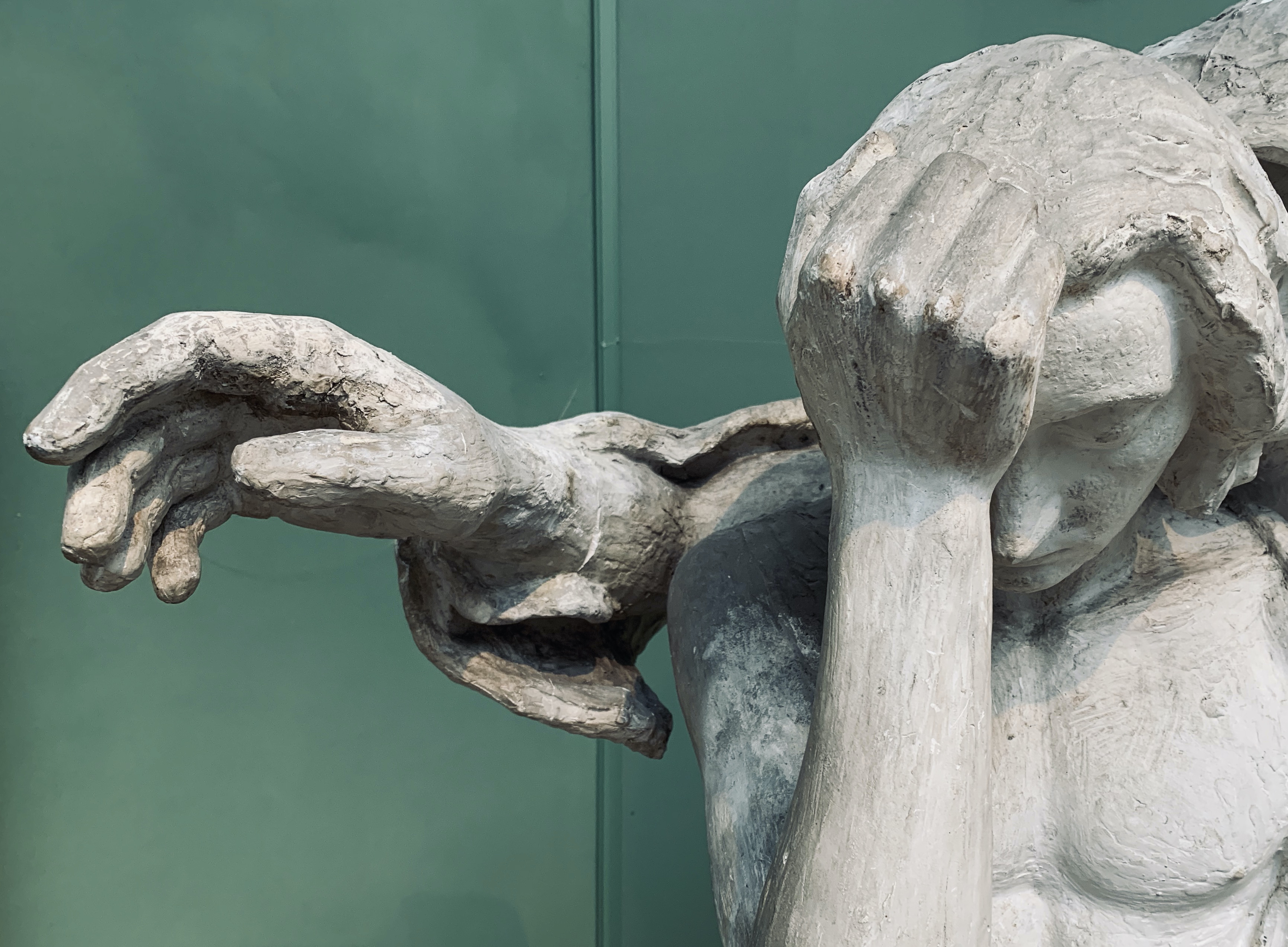
Paul Kiærskou, Jesus fristes af Djævlen
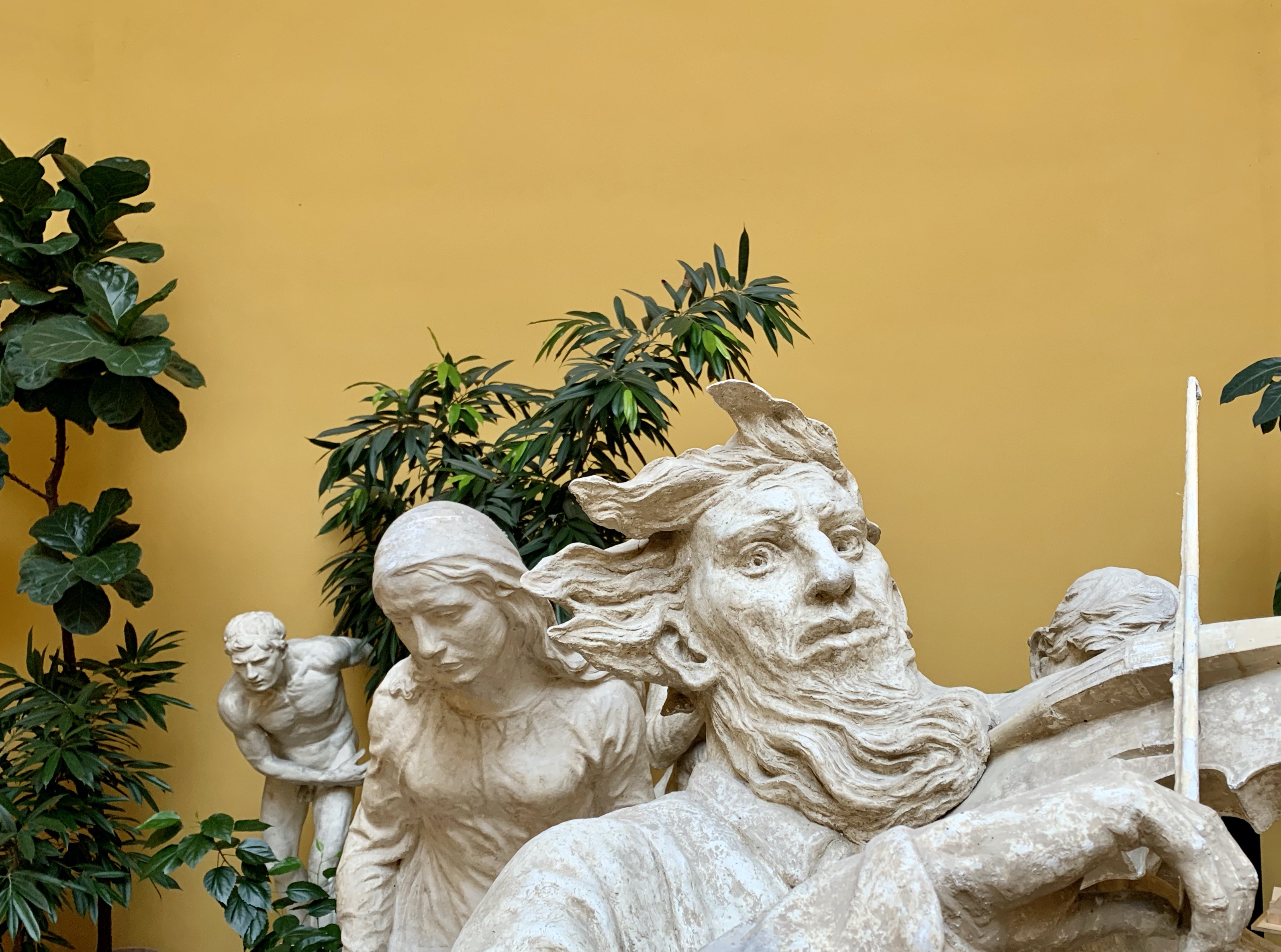
Niels Hansen Jacobsen, Livets Spil, 1932-34
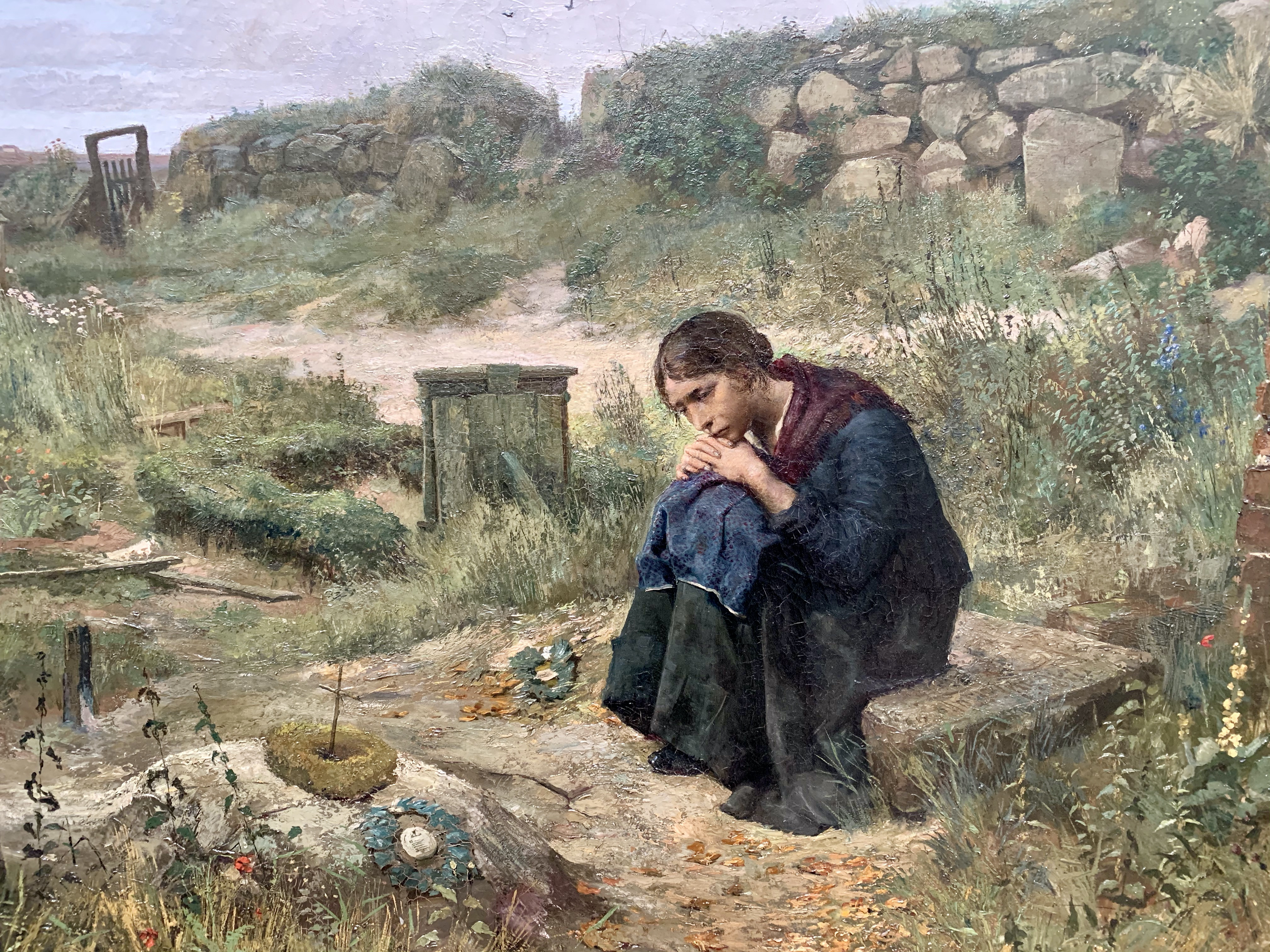
Hans Nikolaj Hansen (da), Pigen paa Kirkegaarden, 1880
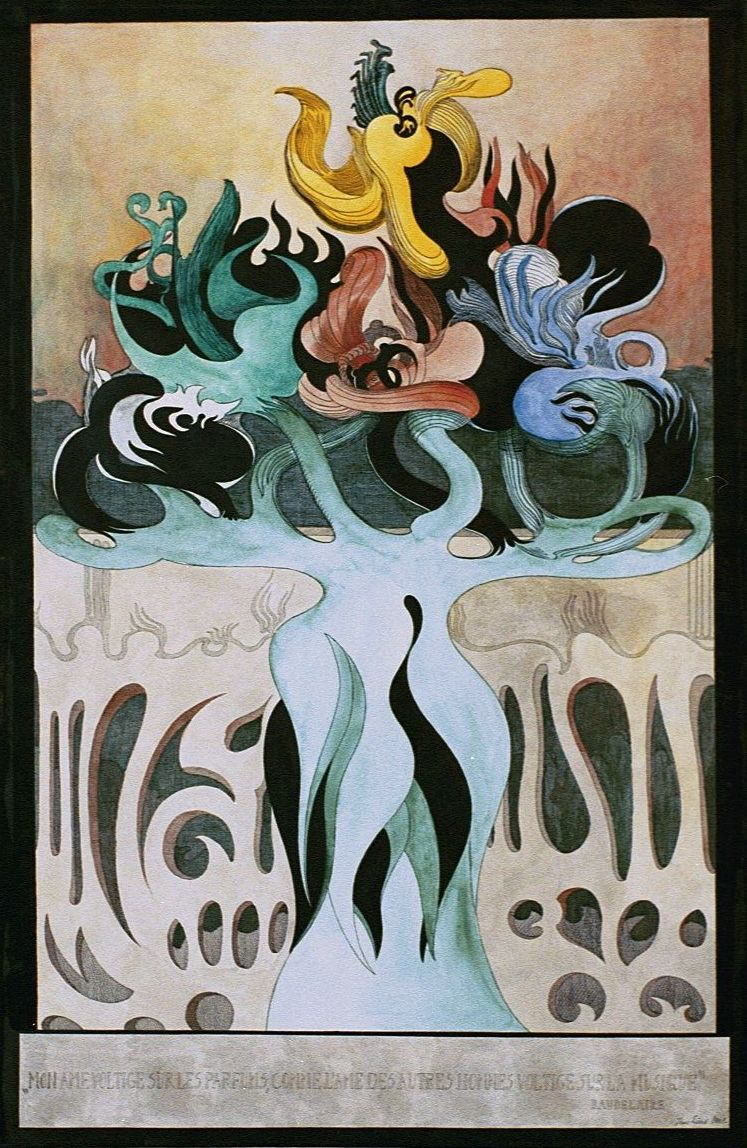
Jens Lund (en), Mon âme voltige sur les parfums, 1901